# Oxyopes sjostedti
Oxyopes sjostedti là một loài nhện trong họ Oxyopidae.
Loài này thuộc chi Oxyopes. Oxyopes sjostedti được Roger de Lessert miêu tả năm 1915.